# Mary Vaux Walcott
Mary Vaux Walcott, née le 31 juillet 1860 à Philadelphie et morte le 22 août 1940 à Saint-Andrews au Nouveau-Brunswick (Canada), est une peintre et naturaliste américaine, connue pour ses peintures à l'aquarelle de fleurs sauvages.
Malgré les objections de son père, elle épouse le géologue et paléontologue américain Charles Doolittle Walcott.

## Biographie
Mary Morris Vaux est née le 31 juillet 1860 à Philadelphie, en Pennsylvanie, comme premier enfant de Sallie Morris Vaux et George Vaux VIII, une riche famille Quaker. Elle peint des fleurs à l'aquarelle depuis son enfance. 
En 1880, peu après l'obtention de son diplôme de la Friends Select School de Philadelphie, sa mère décède et elle prend la charge de son père et de ses deux jeunes frères.  Elle  travaille à la ferme familiale tout en peignant des fleurs sauvages découvertes lors de voyages en famille dans les montagnes Rocheuses du Canada. Le succès de ses illustrations l'encourage à persévérer dans la voie de l'illustration botanique.
Chaque été, elle retourne dans les Rocheuses avec sa famille. Ses frères et elle s'intéressent à la minéralogie et à la géologie. Elle prend beaucoup de plaisir à la vie en plein air et devient une excellente alpiniste. Elle est, notamment, la première femme à avoir escaladé les 3199 mètres d'altitude du Mont Stephen dans les Rocheuses.
En 1887, elle effectue un voyage de quatre mois en chemin de fer à travers l'Ouest américain et les Rocheuses canadiennes avec sa famille. Elle raconte cette aventure dans un journal de voyage qui célèbre la beauté des paysages traversés mais fournit aussi une étude sociologique de la vie des quakers ou des amérindiens, des analyses botaniques, géologiques et glaciologiques, etc. Deux albums de photographies prises durant ce voyage sont conservés à la Library Company de Philadelphie. 
Avec ses frères, elle a également contribué à l'étude des glaciers en documentant leur régression par des photographies.
En 1913, elle rencontre le géologue Charles Doolittle Walcott pendant qu'il mène des recherches géologiques. Ils se marient peu après et passent beaucoup de temps dans les Rocheuses canadiennes où Walcott poursuit ses recherches géologiques et paléontologiques. Pendant ces séjours, Mary Vaux Walcott peint des centaines d'aquarelles de fleurs locales.
En 1925, le Smithsonian Institute publie environ 400 de ses illustrations dans une série de cinq volumes intitulée North American Wild Flowers. En 1935, elle participe aux illustrations de North American Pitcher Plants, également publié par le Smithsonian Institute.
À la mort de son mari en 1927, Mary Walcott crée la Médaille Charles Walcott Doolittle Medal en son honneur, pour récompenser des recherches sur le Cambrien et le Précambrien. 
De 1927 à 1932, elle siège au Federal Board of Indian Commissioners, et est élue Présidente de la Société des femmes géographes en 1933. Elle voyage à travers l'Ouest canadien pour visiter les réserves indiennes.
Mary Vaux Walcott meurt à St. Andrews, New Brunswick le 22 août 1940, à l'âge de 80 ans.

### Orchidées

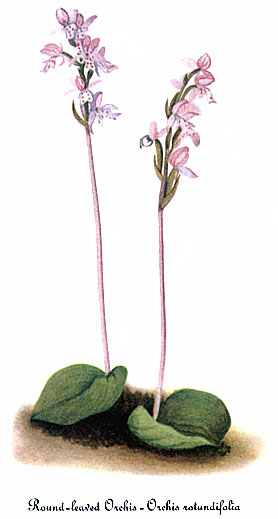
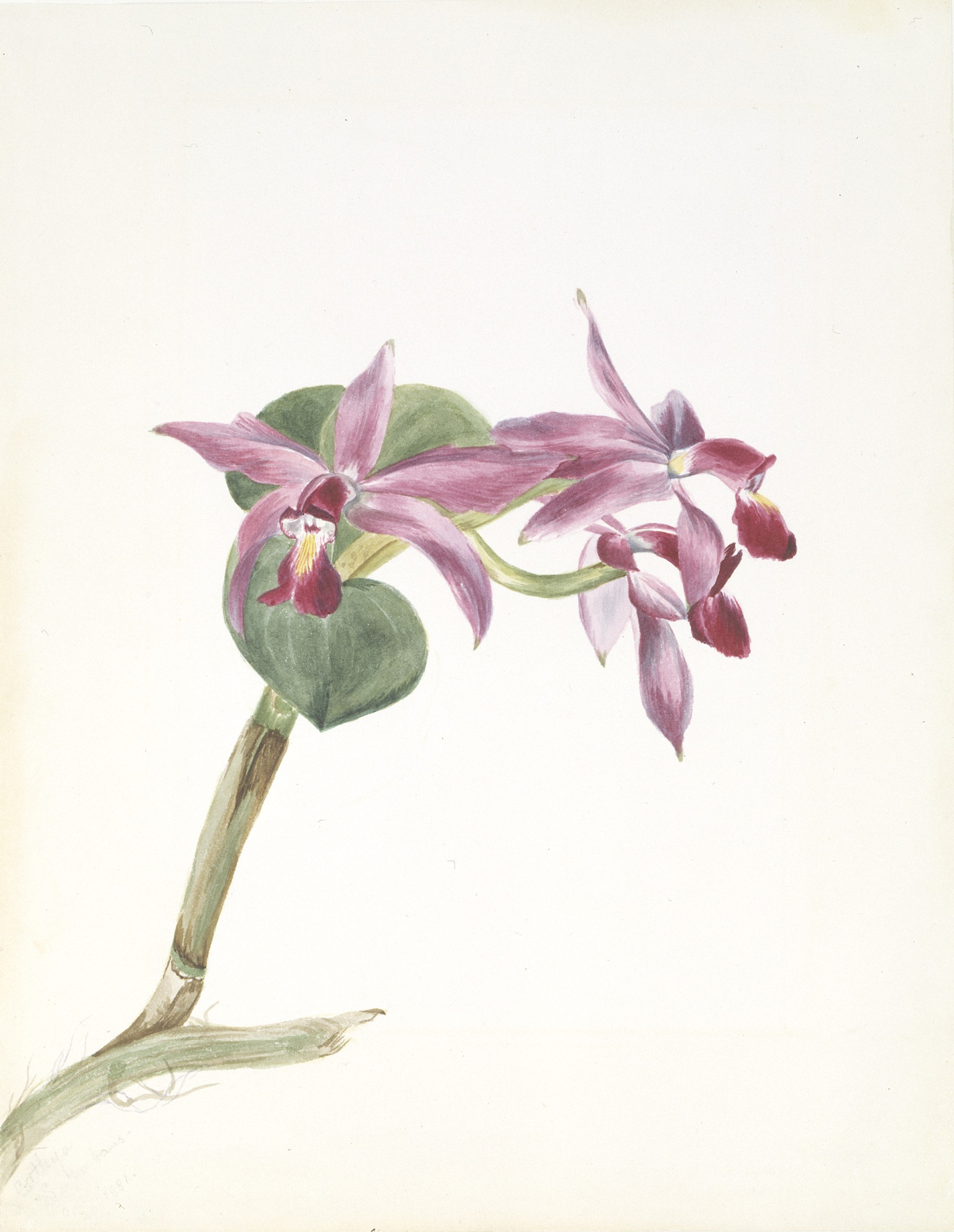
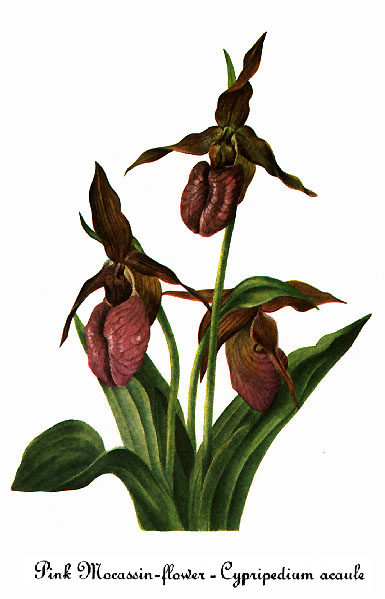
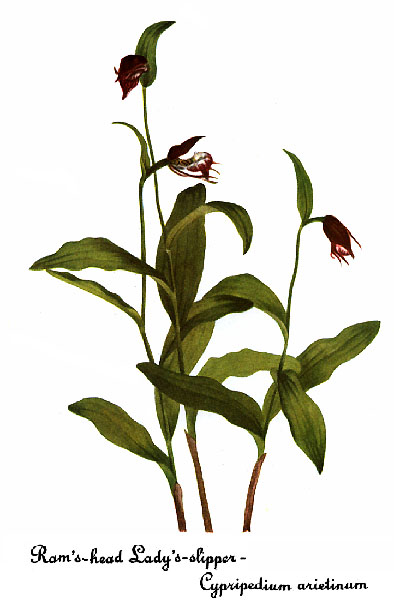

### Autres fleurs

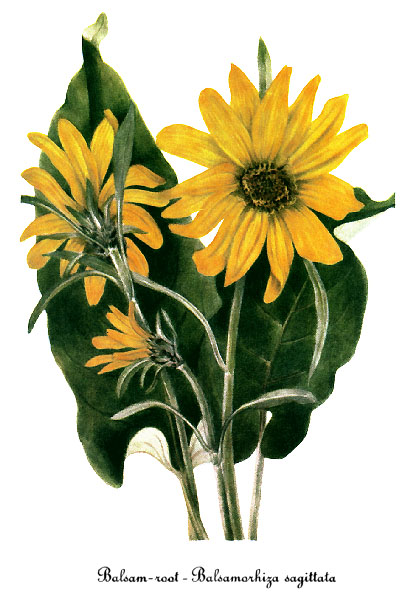
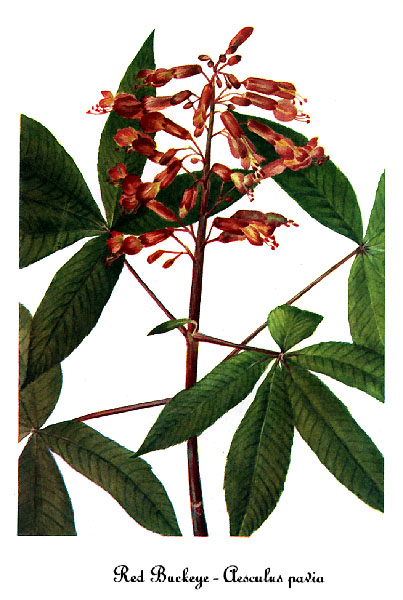
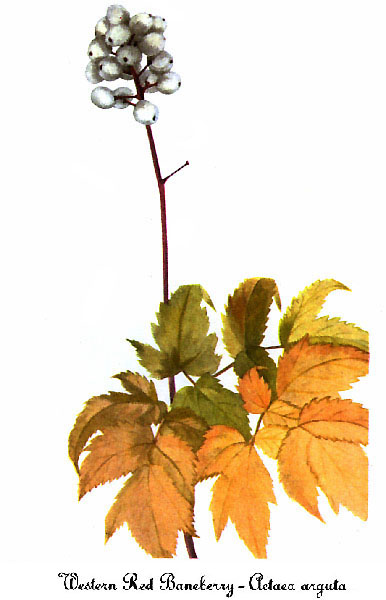
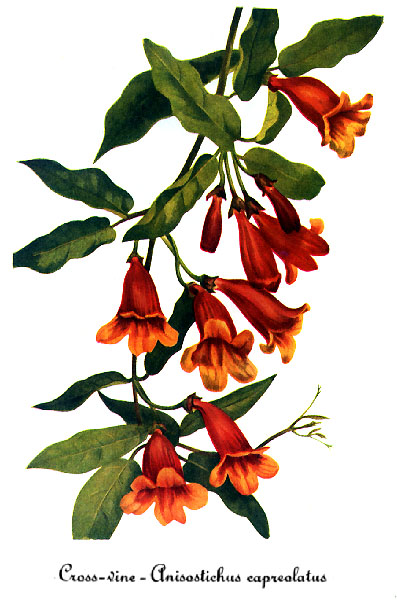

### Divers photographies

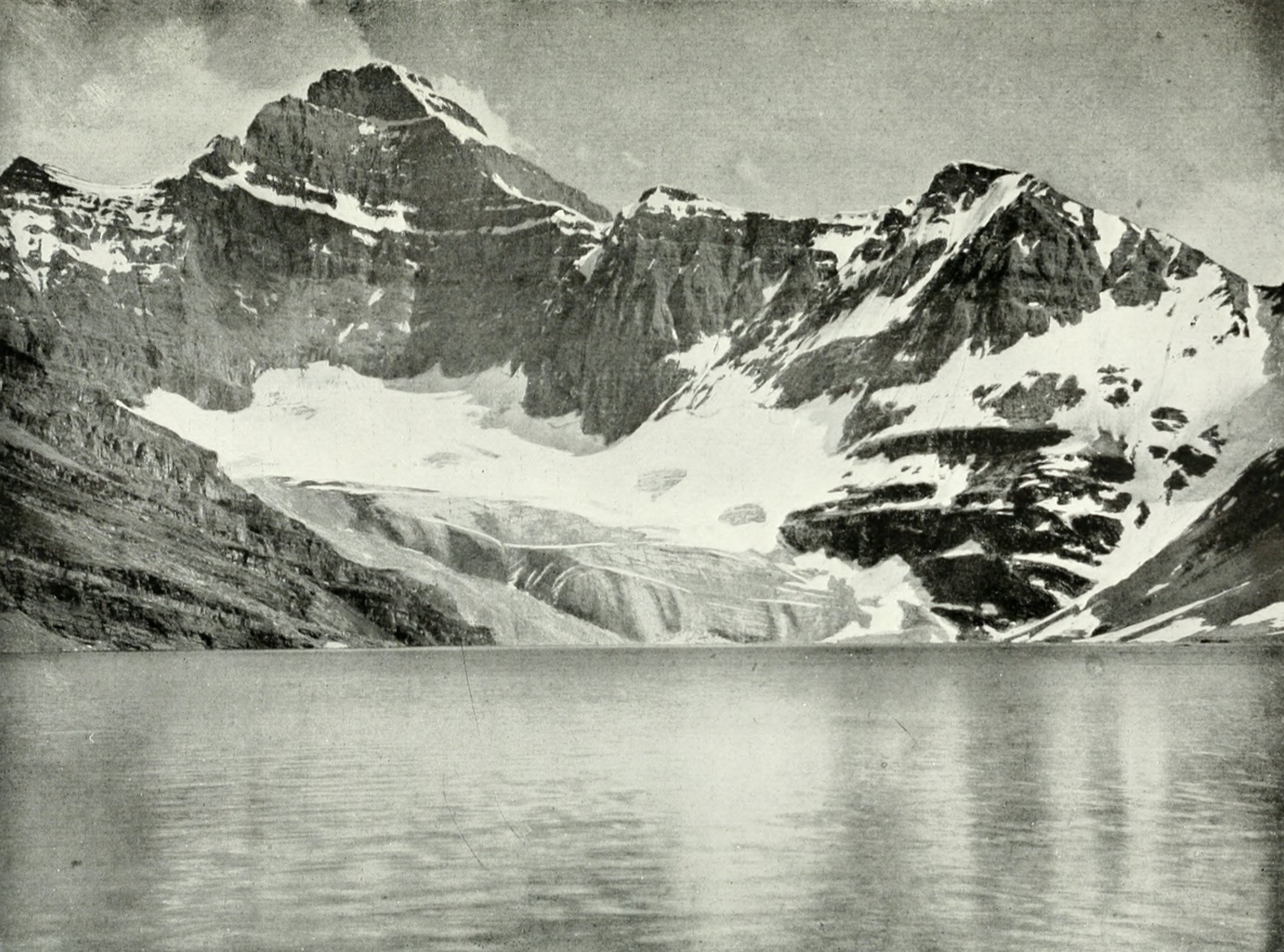
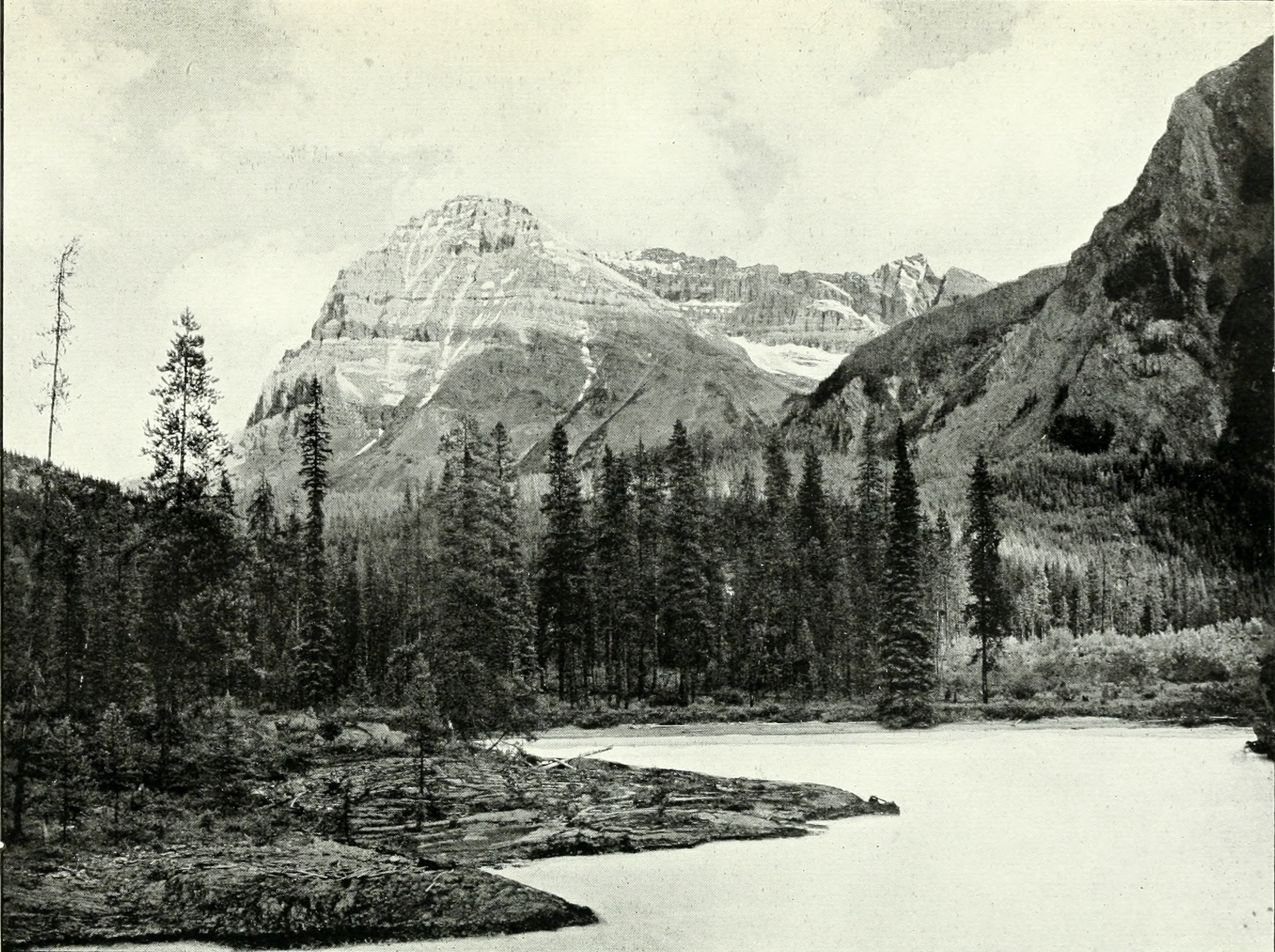
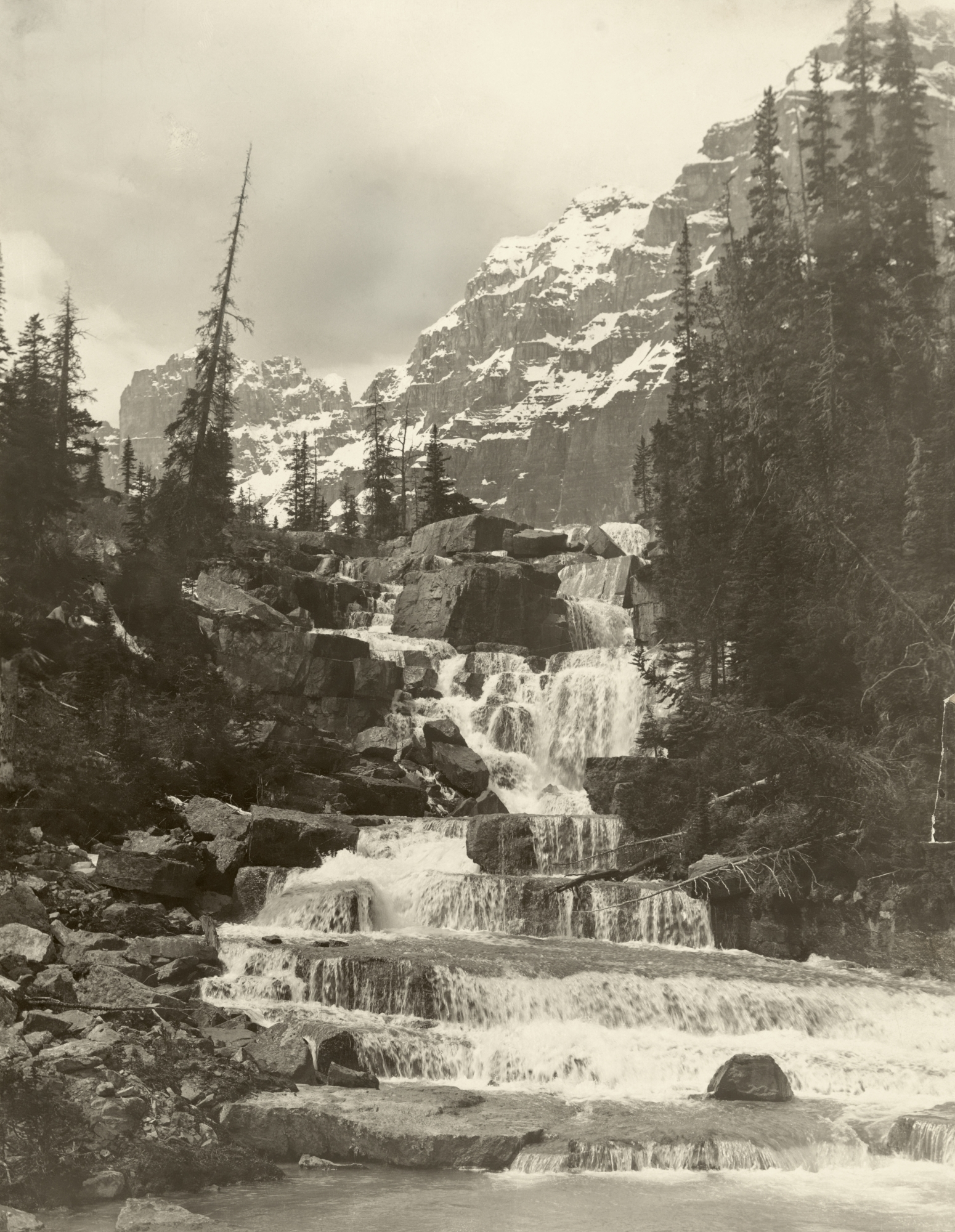

## Hommage
Son nom a été donné à une montagne dans le Parc national de Jasper, Canada, Mont Mary Vaux. Elle est située à 52°33′0″N 117°27′10″O.

## Publications sélectives
- North American Wildflowers, 5 vol., publ. by the Smithsonian Institution, 1925, republ. 1988  (ISBN 0-517-64269-7)
- 15 paintings in Illustrations of American Pitcherplants, publ. by the Smithsonian Institution, 1935

## Sources
1. 1 2  (en) Marjorie G. Jones, « The Joy of Sympathetic Companionship: The Correspondence of Mary Vaux Walcott and Lou Henry Hoover », Quaker History, vol. 103, no 1,‎ 18 mai 2014, p. 36–52 (ISSN 1934-1504, DOI 10.1353/qkh.2014.0000, lire en ligne, consulté le 22 juillet 2020)
2. 1 2 3 4  (en-US) « Mary Vaux Walcott | Smithsonian American Art Museum », sur americanart.si.edu (consulté le 22 juillet 2020)
3. 1 2 3  « Mary Vaux Walcott (1860-1940) | Harvard Forest », sur harvardforest.fas.harvard.edu (consulté le 22 juillet 2020)
4. 1 2  « Canadian Women Artists History Initiative : Artist Database : Artists : VAUX, Mary Morris (Walcott) », sur cwahi.concordia.ca (consulté le 22 juillet 2020)
5. 1 2  (en) Marjorie G. Jones, « Bowling Along: Early Travel Adventures of Mary Morris Vaux », Quaker History, vol. 100, no 1,‎ 19 mai 2011, p. 22–39 (ISSN 1934-1504, DOI 10.1353/qkh.2011.0006, lire en ligne, consulté le 22 juillet 2020)